# Ставы (Брестская область)
Ставы (бел. Ставы) — агрогородок в Каменецком районе Брестской области Беларуси. Входит в состав Волчинского сельсовета. Население — 379 человек (2019).

## География
Ставы находятся в 6 км к югу от центра сельсовета, деревни Волчин и в 15 км к югу от города Высокое. Село стоит на левом берегу реки Пульва километром выше её впадения в Западный Буг, по которому здесь проходит граница с Польшей, деревня включена в приграничную зону с особым порядком посещения. На другом берегу Пульвы расположена деревня Огородники. Местные дороги ведут в Огородники, Волчин и Вельямовичи.

## История
Согласно письменным источникам имение Ставы известно с середины XV века, было фамильным имением шляхетского рода Ставских. В 1460 году Ян и Ежи Ставские выстроили в имении католический храм
После административной реформы середины XVI века в Великом княжестве Литовском в составе Берестейского повета Берестейского воеводства.
В 1730 году вместо старого здания костёла было построено новое, а в 1801 году была построена деревянная Михайловская униатская церковь (не сохранилась).
После третьего раздела Речи Посполитой (1795) Ставы в составе Российской империи, принадлежали Брестскому уезду Гродненской губернии.
В середине XIX века имением Ставы владела графиня Эльжбета Красинская, которая выстроила в имении усадебный дом. После подавления восстания 1863 года католический храм был передан православным, перестроен и освящён как церковь святого Онуфрия. Поскольку в середине XIX века часть имения на противоположном берегу Пульвы, где находится церковь св. Онуфрия, стала рассматриваться как отдельная деревня Огородники, в настоящее время храм св. Онуфрия относят к этой деревне, хотя ряд источников по прежнему относят его к Ставам. Также православным была отдана и униатская Михайловская церковь.
По переписи 1897 года в Ставах было 111 дворов и 679 жителей, действовали две церкви, народное училище, магазин и корчма.
Согласно Рижскому мирному договору (1921) деревня вошла в состав межвоенной Польши, где принадлежала Брестскому повету Полесского воеводства. В 1923 году здесь был 71 двор, проживало 323 жителя. В межвоенное время была утрачена Михайловская церковь. С 1939 года в составе БССР. В Великую Отечественную войну с 22 июня 1941 года до конца июля 1944 года село находилось под немецкой оккупацией.
В послевоенное время здание усадебного дома было подвергнуто существенной перестройке, лишившей его изначального облика.

## Достопримечательности
- Усадьба Красинских. Сохранились сильно перестроенный усадебный дом и хозпостройка
- Православная кладбищенская часовня св. Лазаря (90-е годы XX века)
- Здание школы 1938 года постройки
- Ануфриевская церковь —  Историко-культурная ценность Республики Беларусь, шифр 112Г000370
- Братская могила советских воинов (1941-1944) —  Историко-культурная ценность Республики Беларусь, шифр 113Д000369
- Памятник советским пограничникам